# Erin Attwell
Erin Attwell (* 12. März 1999 in Victoria) ist eine kanadische Radrennfahrerin, die auf Straße und Bahn aktiv ist.

## Sportlicher Werdegang
Attwell begann mit wettkampfmäßigem Radsport im Alter von 15. Im Westshore Velodrome, das in ihrer Heimatstadt für die Commonwealth Games 1994 gebaut worden war, konnte sie trainieren. Als Juniorin gewann sie 2016 und 2017 vier kanadische Meistertitel auf Straße und Bahn und war in beiden Jahren Mitglied der Nationalmannschaft bei den Straßen- und Bahn-Weltmeisterschaften.
In den Jahren darauf war sie insbesondere in der Mannschaftsverfolgung auf der Bahn erfolgreich und als Mitglied der Nationalmannschaft regelmäßig in großen internationalen Wettkämpfen vertreten. Zu den Höhepunkten ihrer Karriere zählen die Siege bei den Panamerika-Meisterschaften 2022 und 2023. Im Nations Cup 2021 von Cali bestritt sie am selben Tag die Mannschaftsverfolgung und den Teamsprint und kam bei beiden aufs Podium. Im Oktober 2023 verhinderte ein Trainingsunfall, bei dem sie von einem Auto angefahren wurde, ihre Teilnahme an den Panamerika-Spielen.

## Erfolge
2016
 Kanadische Meisterin (Junioren) – Straßenrennen
 Kanadische Meisterin (Junioren) – Zeitfahren, Teamsprint (mit Maggie Coles-Lyster)
2017
 Kanadische Meisterin (Junioren) – Einerverfolgung, Mannschaftsverfolgung (mit Micaiah Besler, Maggie Coles-Lyster und Laurie Jussaume)
2018
 Panamerika-Meisterschaften – Mannschaftsverfolgung (mit Maggie Coles-Lyster, Laurie Jussaume, Devaney Collier und Miriam Brouwer)
2019
 Kanadische Meisterin – Mannschaftsverfolgung (mit Devaney Collier, Ariane Bonhomme und Miriam Brouwer)
 Panamerikanische Spiele 2019 – Mannschaftsverfolgung (mit Miriam Brouwer, Laurie Jussaume und Maggie Coles-Lyster)
2021
 Nations Cup in Cali – Mannschaftsverfolgung (mit Ngaire Barraclough, Sarah Van Dam und Lily Plante)
2022
 Panamerika-Meisterin – Mannschaftsverfolgung (mit Lily Plante, Sarah Van Dam, Ruby West und Adèle Desgagnés)
 Kanadische Meisterin – Mannschaftsverfolgung (mit Devaney Collier, Maggie Coles-Lyster und Annie Scott)
2023
 Panamerikameisterin – Mannschaftsverfolgung (mit Ariane Bonhomme, Fiona Majendie, Ruby West und Devaney Collier)